# Reformierte Kirche Furna

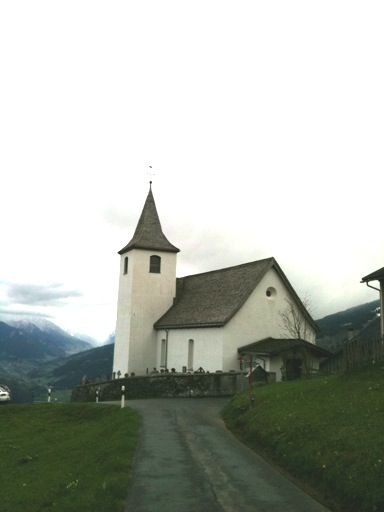
Reformierte Kirche Furna

Die reformierte Kirche in Furna im mittleren Prättigau ist ein evangelisch-reformiertes Gotteshaus unter dem Denkmalschutz des Kantons Graubünden. 

## Geschichte und Ausstattung
Die Kirche wurde in vorreformatorischer Zeit um das Jahr 1490 in spätgotischem Stil errichtet. Renovierungen wurde sie 1860, 1957 und letztmals 1993 unterzogen.
Das Kirchenschiff im Inneren ist von einem holzverkleideten Tonnengewölbe überzogen. Der polygonale Chor wird von einem filigranen Sterngewölbe gedeckt. In seiner Mitte steht ein Taufstein, der nach der Tradition reformierter Konfession auch als Abendmahlstisch genutzt wird.
In den 1930er-Jahren erlangten Furna und seine Kirche Bekanntheit, da die Kirchgemeinde Greti Caprez-Roffler zur ersten Pfarrerin der Schweiz wählte, obwohl die Führung eines Pfarramts durch eine Frau damals rechtlich nicht möglich war.

## Kirchliche Organisation
Die Evangelisch-reformierte Landeskirche Graubünden führt Furna als kleine eigenständige Kirchgemeinde.

## Galerie

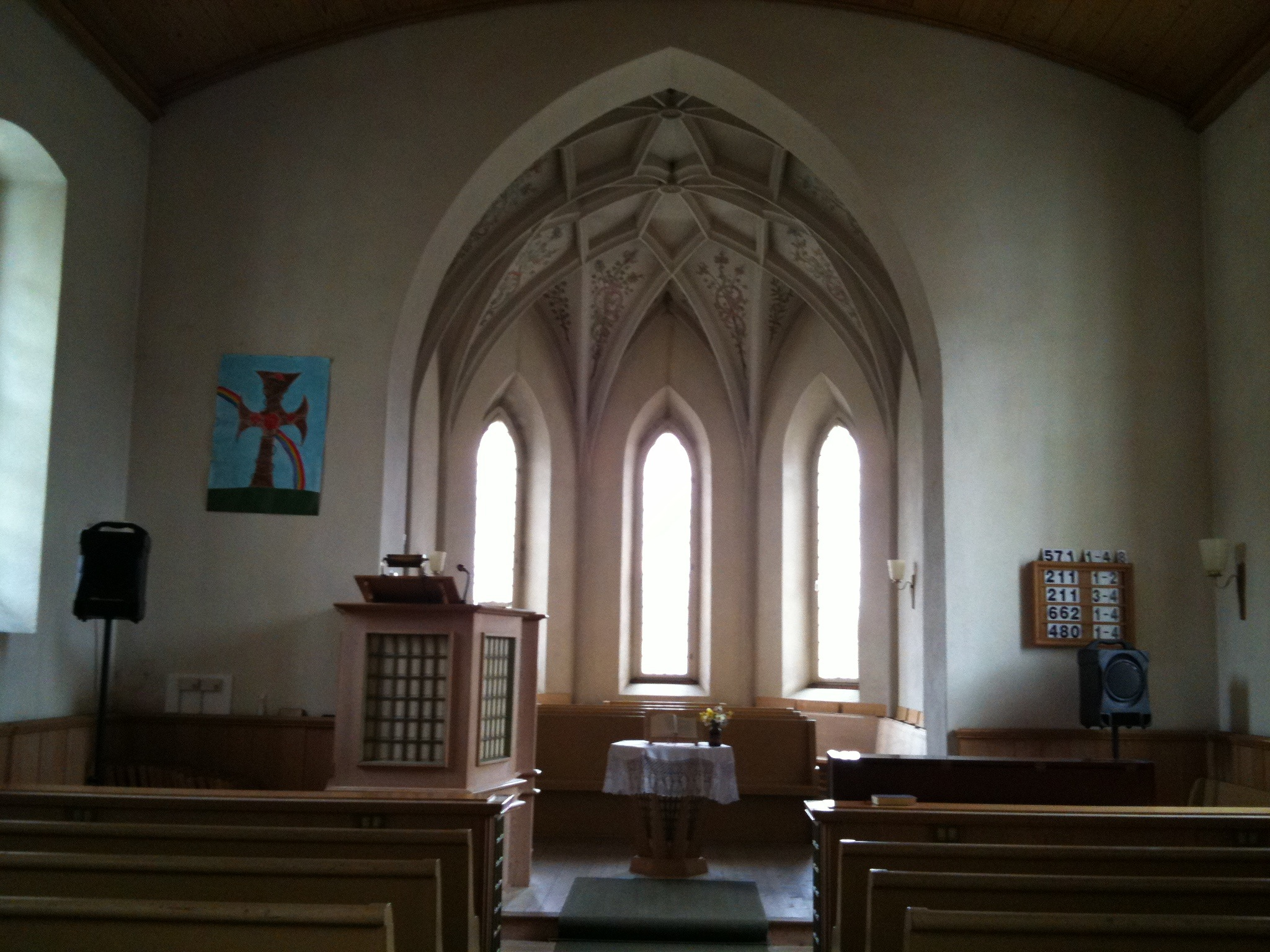
Innenansicht
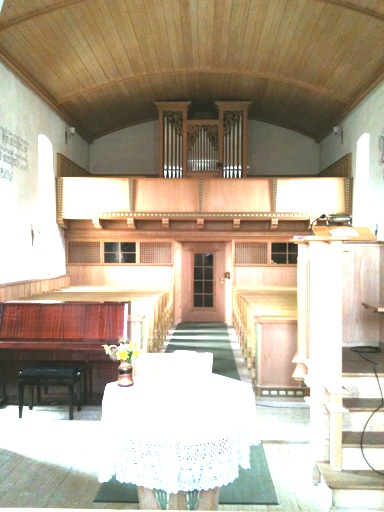
Blick aus dem Chor auf Empore und Orgel
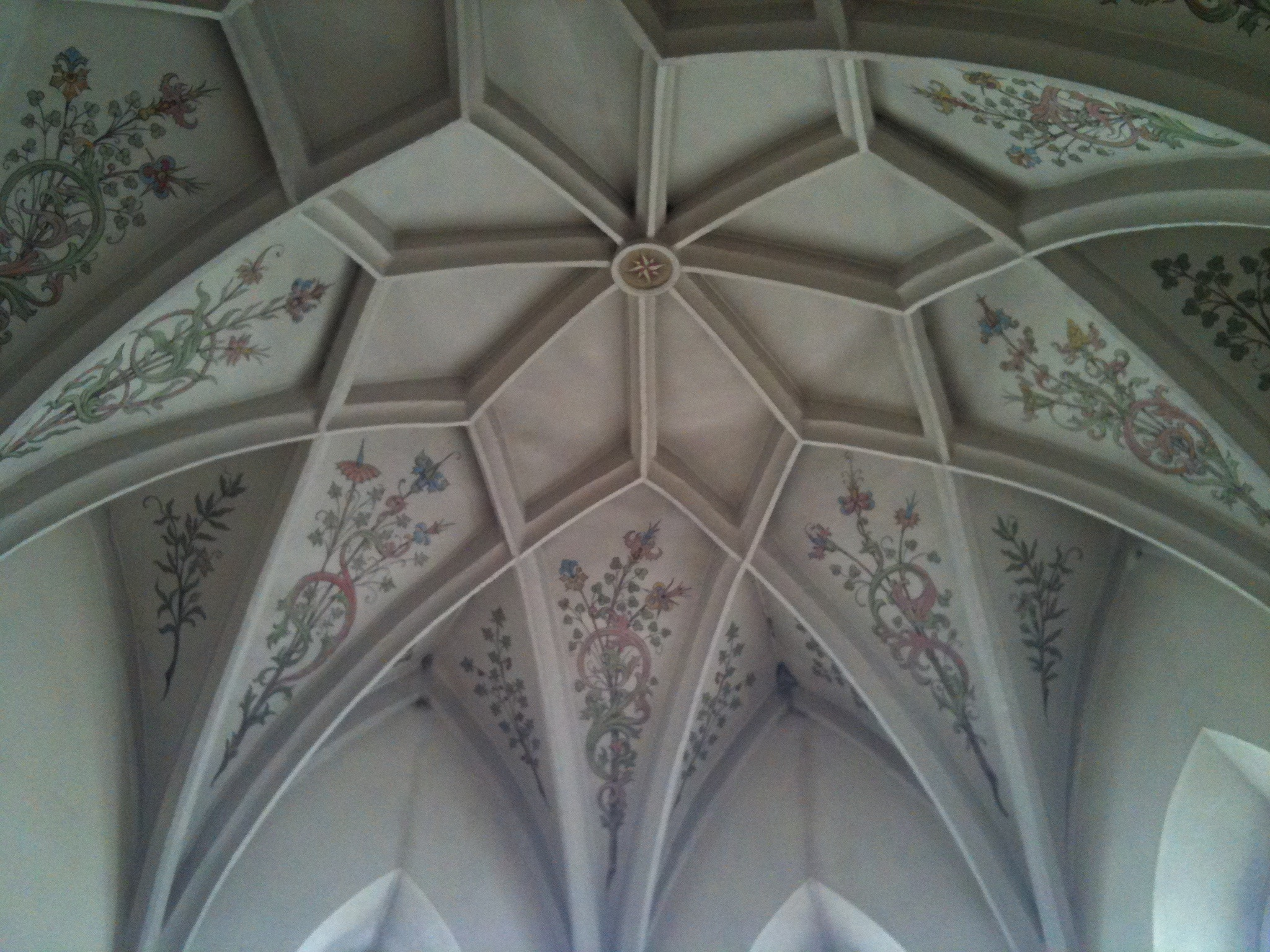
Filigranes Gewölbe im Chor